# Élections sénatoriales de 2021 représentant les Français établis hors de France
Les élections sénatoriales de 2021 pour les Français établis hors de France ont lieu le 26 septembre 2021 afin d'élire pour cinq ans les sénateurs représentant les Français résidant à l'étranger.

## Contexte

### Report du fait de la pandémie de Covid-19
Les élections sont initialement prévues pour se dérouler en même temps que les sénatoriales de 2020. Cependant, du fait de la crise sanitaire, les élections consulaires sont reportées d'un an, entraînant le report consécutif des sénatoriales représentant les Français établis hors de France. Le mandat des sénateurs élus en 2014 est par conséquent prorogé d'un an, et le mandat de ceux élus en 2021 ramené exceptionnellement à cinq ans au lieu de six, afin d'assurer un renouvellement simultané avec les autres sénateurs en 2026.

### Sénateurs sortants
Lors des élections sénatoriales de 2014 représentant les Français établis hors de France, six sénateurs ont été élus selon un mode de scrutin proportionnel.
| Sénateur | Sénateur                | Parti | Fonctions lors de l'élection en 2014      |
| -------- | ----------------------- | ----- | ----------------------------------------- |
|          | Christophe-André Frassa | LR    | Sénateur sortant                          |
|          | Jacky Deromedi          | LR    | Conseillère consulaire et membre de l'AFE |
|          | Robert del Picchia      | DVD   | Sénateur sortant                          |
|          | Olivier Cadic           | UDI   | Conseiller consulaire et membre de l'AFE  |
|          | Richard Yung            | LREM  | Sénateur sortant                          |
|          | Claudine Lepage         | PS    | Sénatrice sortante                        |

## Listes et candidats
Les sénateurs représentant les Français de l'étranger sont élus pour un mandat de six ans au suffrage universel indirect par les 533 grands électeurs. L’élection se tient au scrutin proportionnel plurinominal. Six sièges sont à pourvoir et huit candidats doivent être présentés sur la liste pour qu'elle soit validée. Chaque liste de candidats est obligatoirement paritaire et alterne entre les hommes et les femmes.
En février 2021, alors que la sénatrice PS sortante Claudine Lepage ne brigue pas un nouveau mandat, Ségolène Royal, ancienne ministre et candidate socialiste à l’élection présidentielle de 2007, annonce qu’elle conduira « une liste citoyenne qui transcende les clivages droite/gauche », avec pour numéro deux Mehdi Benlahcen, président PS du groupe solidarité et écologie à l'Assemblée des Français de l'étranger,. Ce parachutage, alors que cette dernière était historiquement implantée dans les Deux-Sèvres et envisage de se présenter à l’élection présidentielle de 2022, suscite les critiques de représentants des socialistes des Français de l’étranger, notamment de Laure Pallez (États-Unis) et Cécilia Gondard (Belgique), toutes deux en course pour l’investiture socialiste. Ségolène Royal, qui a quitté le PS en 2017, ne demande pas l’investiture socialiste et précise qu’elle siégerait en tant qu’apparentée au groupe socialiste,. Le 6 septembre 2021, le Parti socialiste annonce finalement l'investiture de Yan Chantrel, conseiller consulaire élu au Québec.
Jean-Pierre Bansard, qui a mené une liste divers droite lors des élections de 2017 mais a été déclaré inéligible une fois élu, fait savoir qu'il veut à nouveau se présenter.
Europe Écologie Les Verts réalise une désignation interne qui mène à la candidature de Mélanie Vogel, collaboratrice au Parlement européen, suivie du Luxembourgeois et coordonnateur d'EÉLV Hors-de-France Alexandre Chateau-Ducos. Candidate à la désignation plusieurs fois évoquée dans la presse, l'ex-députée européenne et candidate à la présidentielle Eva Joly n'obtient pas la première place.
Sans être investi par le parti présidentiel La République en marche (LREM), Jean-Damien de Sinzogan mène une liste intitulée « La République en Marche ».
Le Conseil constitutionnel examine un recours contestant l'élection formé par Jean-Damien de Sinzogan.

### Alliance solidaire des Français de l'étranger
| N° | Candidats | Candidats                 | Parti | Principale fonction |
| -- | --------- | ------------------------- | ----- | ------------------- |
| 01 |           | Jean-Pierre Bansard       | ASFE  | Ancien sénateur     |
| 02 |           | Sophie Briante Guillemont | ASFE  |                     |
| 03 |           | Franck Van Hassel         | ASFE  |                     |
| 04 |           | Martine Schöppner         | ASFE  |                     |
| 05 |           | Franck Bondrille          | ASFE  |                     |
| 06 |           | Annie Rea                 | ASFE  |                     |
| 07 |           | Jean-Luc Ruelle           | ASFE  |                     |
| 08 |           | Émilie Tran Sautedé       | ASFE  |                     |

### Europe Écologie Les Verts
| N° | Candidats | Candidats                 | Parti | Principale fonction                                                                                    |
| -- | --------- | ------------------------- | ----- | --- |
| 01 |           | Mélanie Vogel             | EELV  | Conseillère politique du groupe Verts/ALE au Parlement européen                                        |
| 02 |           | Jean-François Deluchey    | LFI   | Conseiller à l’AFE pour la circonscription Amérique latine et Caraïbes                                 |
| 03 |           | Bérénice Oreyo-Pierronnet | G·s   | Conseillère des Français de l'Étranger pour la circonscription Afrique centrale, australe et orientale |
| 04 |           | Georges Cumbo             | EELV  | Conseiller à l’AFE pour la circonscription Asie-Océanie                                                |
| 05 |           | Malika Rabia              | GRS   | Conseillère à l’AFE pour la circonscription Amérique latine et Caraïbes                                |
| 06 |           | Pascal Chazot             | EELV  | Conseiller à l’AFE pour la circonscription Asie-Océanie                                                |
| 07 |           | Julie Le Déaut            | PP    | |
| 08 |           | Ramzi Sfeir               | EELV  | Conseiller à l’AFE pour la circonscription Canada, Vice-président de l'AFE                             |

### Les Républicains
| N° | Candidats | Candidats               | Parti | Principale fonction                                                      |
| -- | --------- | ----------------------- | ----- | ------------------------------------------------------------------------ |
| 01 |           | Christophe-André Frassa | LR    | Sénateur sortant                                                         |
| 02 |           | Jacky Deromedi          | LR    | Sénatrice sortante                                                       |
| 03 |           | Laurent Rigaud          | LR    | Conseiller à l’AFE pour la circonscription Asie centrale et Moyen-Orient |
| 04 |           | Valérie Beilvert        | LR    | Conseillère à l’AFE pour la circonscription Afrique occidentale          |
| 05 |           | Patrick Pagni           | LR    | Conseiller à l’AFE pour la circonscription États-Unis                    |
| 06 |           | Liliane Chosserie       | LR    | Conseillère à l’AFE pour la circonscription Amérique latine et Caraïbes  |
| 07 |           | Max Georgandelis        | LR    | Conseiller consulaire au Maroc                                           |
| 08 |           | Jeanne Dubard           | LR    |                                                                          |

### Parti socialiste dissidents (1)
| N° | Candidats | Candidats           | Parti    | Principale fonction                 |
| -- | --------- | ------------------- | -------- | ----------------------------------- |
| 01 |           | Ségolène Royal      | PS diss. | Ancienne ministre, ancienne députée |
| 02 |           | Mehdi Benlahcen     | PS diss. | Conseiller à l’AFE                  |
| 03 |           | Gaëlle Barré        | PS diss. | Conseillère à l’AFE                 |
| 04 |           | Hassan Bahsoun      | PS diss. |                                     |
| 05 |           | Josiane Adjovi      | PS diss. |                                     |
| 06 |           | Charles de Loppinot | PS diss. |                                     |
| 07 |           | Karine Billarant    | PS diss. |                                     |
| 08 |           | Jean Clauteaux      | PS diss. |                                     |

### Parti socialiste dissidents (2)
| N° | Candidats | Candidats                 | Parti    | Principale fonction                                      |
| -- | --------- | ------------------------- | -------- | -------------------------------------------------------- |
| 01 |           | Laure Pallez              | PS diss. | Conseillère des Français de l'étranger (Washington)      |
| 02 |           | Marc Villard              | PS diss. | Ancien président de l'AFE                                |
| 03 |           | Martine Vautrin Djedidi   | PS diss. | Conseillère des Français de l'étranger                   |
| 04 |           | Philippe Loiseau          | PS diss. | Conseiller des Français de l'étranger                    |
| 05 |           | Vanessa Gondouin-Haustein | PS diss. | Déléguée consulaire pour la circonscription des Pays-Bas |
| 06 |           | Franck Pajot              | PS diss. | Conseiller des Français de l’étranger                    |
| 07 |           | Jacqueline Bertho         | PS diss. | Conseillère des Français de l’étranger                   |
| 08 |           | Edmond Aparicio           | PS diss. | Ancien conseiller des Français de l’étranger             |

### La République en marche
| N° | Candidats | Candidats                    | Parti | Principale fonction                         |
| -- | --------- | ---------------------------- | ----- | ------------------------------------------- |
| 01 |           | Samantha Cazebonne           | LREM  | Députée des Français établis hors de France |
| 02 |           | Franck Barthélémy            | LREM  |                                             |
| 03 |           | Sophie Lartilleux-Suberville | LREM  |                                             |
| 04 |           | Thierry Masson               | LREM  |                                             |
| 05 |           | Éléonore Caroit              | LREM  |                                             |
| 06 |           | Ousmane Ouedraogo            | LREM  |                                             |
| 07 |           | Zaïda Slaiman                | LREM  |                                             |
| 08 |           | Hubert Maguin                | LREM  |                                             |

### Liste Jean-Damien de Sinzogan
La liste portée par Jean-Damien de Sinzogan — à laquelle participent sa mère, sa grand-mère et un cousin — porte le nom du parti présidentiel mais n'est soutenue par aucun parti politique.
| N° | Candidats | Candidats               | Parti | Principale fonction                              |
| -- | --------- | ----------------------- | ----- | ------------------------------------------------ |
| 01 |           | Jean-Damien de Sinzogan | DIV   |                                                  |
| 02 |           | Odile Tiacoh            | DIV   |                                                  |
| 03 |           | Bernard Lepidi          | DIV   | Ancien conseiller municipal de Neuilly-sur-Seine |
| 04 |           | Isabelle Guérard        | DIV   |                                                  |
| 05 |           | Hervé Behanzin          | DIV   |                                                  |
| 06 |           | Évelyne Combes          | DIV   |                                                  |
| 07 |           | Jordan Msihid           | DIV   |                                                  |
| 08 |           | Diontan Touré           | DIV   |                                                  |

### Union des démocrates et indépendants
| N° | Candidats | Candidats                | Parti | Principale fonction |
| -- | --------- | ------------------------ | ----- | ------------------- |
| 01 |           | Olivier Cadic            | UDI   | Sénateur sortant    |
| 02 |           | Olivia Richard           | UDI   |                     |
| 03 |           | Thierry Consigny         | UDI   |                     |
| 04 |           | Nadia Chaaya             | UDI   |                     |
| 05 |           | Nicolas Brehm            | UDI   |                     |
| 06 |           | Catherine Tribouard      | UDI   |                     |
| 07 |           | Ahmed Henni              | UDI   |                     |
| 08 |           | Laurence Helaili-Chapuis | UDI   |                     |

### Liste Jérôme Youssef
| N° | Candidats | Candidats         | Parti | Principale fonction |
| -- | --------- | ----------------- | ----- | ------------------- |
| 01 |           | Jérôme Youssef    | DIV   |                     |
| 02 |           | Illhème Yakil     | DIV   |                     |
| 03 |           | Manuel Croitor    | DIV   |                     |
| 04 |           | Camille Pernet    | DIV   |                     |
| 05 |           | Rédouane Bessaoui | DIV   |                     |
| 06 |           | Sophie Le Cleach  | DIV   |                     |
| 07 |           | Jonathan Youssef  | DIV   |                     |
| 08 |           | Samantha Youssef  | DIV   |                     |

### Parti socialiste
| N° | Candidats | Candidats            | Parti | Principale fonction                               |
| -- | --------- | -------------------- | ----- | ------------------------------------------------- |
| 01 |           | Yan Chantrel         | PS    | Conseiller à l’AFE pour la circonscription Canada |
| 02 |           | Anne Henry-Werner    | DVG   |                                                   |
| 03 |           | Guillaume Grosso     | PRG   |                                                   |
| 04 |           | Élisabeth Kanouté    | PS    |                                                   |
| 05 |           | Jean-Philippe Grange | PS    |                                                   |
| 06 |           | Annie Michel         | PS    |                                                   |
| 07 |           | Fwad Hasnaoui        | PS    |                                                   |
| 08 |           | Chantal Picharles    | PS    |                                                   |

## Résultats
| Tête de liste                                                                                              | Tête de liste            | Liste                                            | Voix | %     | Sièges |  |
| --- | ------------------------ | ------------------------------------------------ | ---- | ----- | ------ |  |
| | Christophe-André Frassa  | Union de la droite (LR)                          | 105  | 19,74 | 1      |  |
| #FrançaisÀPartEntière – Ensemble, la droite, le centre et les indépendants pour les Français de l'étranger |                          |                                                  | 105  | 19,74 | 1      |  |
| | Jean-Pierre Bansard      | Divers (ASFE)                                    | 95   | 17,86 | 1      |  |
| ASFE 2021, la voix des Français de l'étranger                                                              |                          |                                                  | 95   | 17,86 | 1      |  |
| | Samantha Cazebonne       | La République en marche                          | 86   | 16,17 | 1      |  |
| Français de l'étranger, notre avenir s'écrit ensemble                                                      |                          |                                                  | 86   | 16,17 | 1      |  |
| | Olivier Cadic            | Union des démocrates et indépendants             | 80   | 15,04 | 1      |  |
| Libres et indépendants                                                                                     |                          |                                                  | 80   | 15,04 | 1      |  |
| | Mélanie Vogel            | Union de la gauche (EÉLV - LFI - G.s - GRS - PP) | 80   | 15,04 | 1      |  |
| Écologie – Solidarité – Proximité : union au service des Françaises et des Français de l'étranger          |                          |                                                  | 80   | 15,04 | 1      |  |
| | Yan Chantrel             | Parti socialiste (PRG)                           | 55   | 10,34 | 1      |  |
| Rassemblement de la gauche écologiste sociale et solidaire                                                 |                          |                                                  | 55   | 10,34 | 1      |  |
| | Laure Pallez             | Divers gauche (PS)                               | 20   | 3,76  | 0      |  |
| Français de l'étranger : la France et le monde en commun !                                                 |                          |                                                  | 20   | 3,76  | 0      |  |
| Ségolène Royal                                                                                             | Divers gauche (PS)       | 11                                               | 2,07 | 0     |        |  |
| Français(es) dans le monde : une chance pour la France                                                     |                          | 11                                               | 2,07 | 0     |        |  |
| | Jean-Damien de Sinzogan  | Divers                                           | 0    | 0,00  | 0      |  |
| La République en marche !                                                                                  |                          |                                                  | 0    | 0,00  | 0      |  |
| Jérôme Youssef                                                                                             | Divers                   | 0                                                | 0,00 | 0     |        |  |
| Protéger les Français de l'étranger                                                                        |                          | 0                                                | 0,00 | 0     |        |  |
| |                          |                                                  |      |       |        |  |
| Suffrages exprimés                                                                                         | Suffrages exprimés       | Suffrages exprimés                               | 532  | 99,81 |        |  |
| Votes blancs                                                                                               | Votes blancs             | Votes blancs                                     | 0    | 0,00  |        |  |
| Votes nuls                                                                                                 | Votes nuls               | Votes nuls                                       | 1    | 0,19  |        |  |
| Total | Total                    | Total                                            | 533  | 100   | 6      |  |
| Abstention                                                                                                 | Abstention               | Abstention                                       | 1    | 0,19  |        |  |
| Inscrits / participation                                                                                   | Inscrits / participation | Inscrits / participation                         | 534  | 99,81 |        |  |

### Sénateurs élus
| Nom | Nom                     | Parti |
| --- | ----------------------- | ----- |
|     | Jean-Pierre Bansard     | ASFE  |
|     | Olivier Cadic           | UDI   |
|     | Samantha Cazebonne      | LREM  |
|     | Yan Chantrel            | PS    |
|     | Christophe-André Frassa | LR    |
|     | Mélanie Vogel           | EÉLV  |

### Nouvelle composition du Sénat
| Groupes parlementaires | Groupes parlementaires                                                                | Sièges      | Sièges | Sièges | Sièges      | Sièges        |
| Groupes parlementaires | Groupes parlementaires                                                                | Total avant | En jeu | Élus   | Total après | +/-           |
| ---------------------- | ------------------------------------------------------------------------------------- | ----------- | ------ | ------ | ----------- | ------------- |
|                        | Les Républicains (REP)                                                                | 147         | 3      | 2      | 146         | 1             |
|                        | Socialiste, écologiste et républicain (SER)                                           | 65          | 1      | 1      | 65          | en stagnation |
|                        | Union centriste (UC)                                                                  | 56          | 1      | 1      | 56          | en stagnation |
|                        | Rassemblement des démocrates, progressistes et indépendants (RDPI)                    | 23          | 1      | 1      | 23          | en stagnation |
|                        | Rassemblement démocratique et social européen (RDSE)                                  | 15          | 0      | 0      | 15          | en stagnation |
|                        | Communiste, républicain, citoyen et écologiste (CRCE)                                 | 15          | 0      | 0      | 15          | en stagnation |
|                        | Les Indépendants – République et territoires (LIRT)                                   | 13          | 0      | 0      | 13          | en stagnation |
|                        | Écologiste, solidarités et territoires (EST)                                          | 11          | 0      | 1      | 12          | 1             |
|                        | Réunion administrative des sénateurs ne figurant sur la liste d'aucun groupe (RASNAG) | 3           | 0      | 0      | 3           | en stagnation |
|                        |                                                                                       |             |        |        |             |               |
| Total                  | Total                                                                                 | 348         | 6      | 6      | 348         | en stagnation |